# Chrysomela cuprea
Chrysomela cuprea é uma espécie de artrópode pertencente à família Chrysomelidae.